# Rue de la Loubière
Pour les articles homonymes, voir Loubière.
La rue de la Loubière est une voie marseillaise située dans les 5e et 6e arrondissements de Marseille. 

## Situation et accès
Elle démarre dans le quartier de Notre-Dame-du-Mont au niveau de la rue Fontange et traverse en légère pente ce même quartier ainsi que celui de la Conception où elle se termine au niveau de la rue des Vertus. La rue mesure 639 mètres de long pour 10 mètres de large.

## Origine du nom
La rue doit son nom à l'ancien ruisseau du quartier Notre-Dame-du-Mont qui s'appelait « la Loubière » dont elle hérite du nom et du tracé.

## Historique
Elle s'appelait auparavant « Rue Latérale-du-Cimetière » et « rue de la Loube ».
La rue est classée dans la voirie de Marseille par arrêté municipal du 20 septembre 1875.

## Bâtiments remarquables et lieux de mémoire
- À l'angle avec la rue Fontange se trouve l'église Notre-Dame-du-Mont de Marseille.
- Aux numéros 97 et 99 se trouvent les écoles respectivement élémentaire et maternelle de la Loubière.